# Superpuchar Szwecji w piłce nożnej
Superpuchar Szwecji w piłce nożnej (szw. Svenska Supercupen) – trofeum przyznawane zwycięskiej drużynie meczu rozgrywanego pomiędzy aktualnym Mistrzem Szwecji oraz zdobywcą Pucharu Szwecji w danym sezonie (jeżeli ta sama drużyna wywalczyła zarówno mistrzostwo, jak i Puchar kraju - to jej przeciwnikiem zostaje wicemistrz). Rozgrywki odbywały się w latach 2007–2015.

## Historia
W sezonie 2007 odbył się pierwszy oficjalny mecz o Superpuchar Szwecji. Pierwszy pojedynek rozegrano 31 marca 2007 roku. W tym meczu IF Elfsborg pokonał 1:0 Helsingborgs IF. Od 2009 roku wszystkie dotychczasowe mecze odbyły się na stadionie domowym mistrza lub zdobywcy Pucharu kraju.
Najbardziej utytułowanymi klubami są Helsingborgs IF i Malmö FF, którzy wygrywali trofeum po 2 razy.
W 2015 została rozegrana ostatnia edycja, w której zwyciężył IFK Norrköping wygrywając 3:0 z IFK Göteborg.

## Format
Mecz o Superpuchar Szwecji rozgrywany jest po zakończeniu każdego sezonu. W przypadku remisu po upływie regulaminowego czasu gry przeprowadza się dogrywka. Jeżeli i ona nie wyłoni zwycięzcę, to od razu zarządzana jest seria rzutów karnych.

## Zwycięzcy i finaliści
| Sezon                                         | K | K | T | Zwycięzca       | Wynik            | Finalista       | Data, miejsce                                | Uwagi |
| Superpuchar Szwecji (szw. Svenska Supercupen) |   |   |   |                 |                  |                 |                                              |       |
| 2007                                          |   |   | 1 | IF Elfsborg     | 1:0              | Helsingborgs IF | 31.03.2007, Borås Arena, Borås, 1.240        |       |
| 2008                                          |   |   | 1 | IFK Göteborg    | 3:1              | Kalmar FF       | 22.03.2008, Ullevi, Göteborg, 1.643          |       |
| 2009                                          |   |   | 1 | Kalmar FF       | 1:0              | IFK Göteborg    | 21.03.2009, Fredriksskans IP, Kalmar, 2.305  |       |
| 2010                                          |   |   | 1 | AIK Fotboll     | 1:0              | IFK Göteborg    | 06.03.2010, Råsundastadion, Solna, 2.537     |       |
| 2011                                          |   |   | 1 | Helsingborgs IF | 2:1              | Malmö FF        | 19.03.2011, Swedbank Stadion, Malmö, 10.362  |       |
| 2012                                          |   |   | 2 | Helsingborgs IF | 2:0              | AIK Fotboll     | 24.03.2012, Olympia, Helsingborg, 5.590      |       |
| 2013                                          |   |   | 1 | Malmö FF        | 3:2              | IFK Göteborg    | 10.11.2013, Swedbank Stadion, Malmö, 2.787   |       |
| 2014                                          |   |   | 2 | Malmö FF        | 2:2 pd. (k. 5:4) | IF Elfsborg     | 09.11.2014, Swedbank Stadion, Malmö, 1.266   |       |
| 2015                                          |   |   | 1 | IFK Norrköping  | 3:0              | IFK Göteborg    | 08.11.2015, Idrottsparken, Norrköping, 2.662 |       |

Uwagi:

- wytłuszczono i kursywą oznaczone zespoły, które w tym samym roku wywalczyły mistrzostwo i Puchar kraju (dublet),
- wytłuszczono zespoły, które zdobyły mistrzostwo kraju,
- kursywą oznaczone zespoły, które zdobyły Puchar kraju.

## Statystyka

### Klasyfikacja według klubów
W dotychczasowej historii finałów o Superpuchar Szwecji na podium oficjalnie stawało w sumie 7 drużyn. Liderem klasyfikacji są Helsingborgs IF i Malmö FF, które zdobyły trofeum po 2 razy.
Stan na 31.05.2022. 
| Lp.      | Klub           | Zdobywca | Finalista       | Zwycięskie sezony | Przegrane finały       |   |   |            |      |
| -------- | -------------- | -------- | --------------- | ----------------- | ---------------------- | - | - | ---------- | ---- |
| Lp.      | Klub           | 1.       | Helsingborgs IF | Zwycięskie sezony | Przegrane finały       | 2 | 1 | 2011, 2012 | 2007 |
| Malmö FF | 2              | 1.       | 1               | 2013, 2014        | 2011                   |   |   |            |      |
| 3.       | IFK Göteborg   | 1        | 4               | 2008              | 2009, 2010, 2013, 2015 |   |   |            |      |
| 4.       | Kalmar FF      | 1        | 1               | 2009              | 2008                   |   |   |            |      |
| 4.       | AIK Fotboll    | 1        | 1               | 2010              | 2012                   |   |   |            |      |
| 4.       | IF Elfsborg    | 1        | 1               | 2007              | 2014                   |   |   |            |      |
| 7.       | IFK Norrköping | 1        | 0               | 2015              |                        |   |   |            |      |

### Klasyfikacja według miast
Stan na 31.05.2022.
| Miasto      | Liczba tytułów | Kluby               |
| ----------- | -------------- | ------------------- |
| Helsingborg | 2              | Helsingborgs IF (2) |
| Malmö       | 2              | Malmö FF (2)        |
| Borås       | 1              | IF Elfsborg (1)     |
| Göteborg    | 1              | IFK Göteborg (1)    |
| Kalmar      | 1              | Kalmar FF (1)       |
| Norrköping  | 1              | IFK Norrköping (1)  |
| Sztokholm   | 1              | AIK Fotboll (1)     |

### Klasyfikacja według kwalifikacji
| Tytuł                    | Zwycięstw | Finałów |
| ------------------------ | --------- | ------- |
| Mistrz Szwecji           | 8         | 1       |
| Zdobywca Pucharu Szwecji | 3         | 6       |
| Wicemistrz Szwecji       | 0         | 2       |